# SCカンブール
SCカンブール＝レーワルデン（SC Cambuur-Leeuwarden オランダ語発音: [ɛsˈseː ˈkɑmbyːr]）は、オランダ北部、フリースラント州の州都レーワルデンに本拠地を置くサッカークラブである。2023-24シーズンはエールステ・ディヴィジに所属している。

## 歴史
1964年6月19日に発足した。クラブのエンブレムはオランダの貴族であるカミンガ家の紋章から発している。
同じフリースラントのSCヘーレンフェーンとは激しい敵対関係にあり、この対戦はフリーセ･ダービーと呼ばれる。特に州都をホームとしながらクラブ規模、歴史で劣るカンブール側の憎しみは激しく、2013-14シーズン終盤には翌シーズンからのSCヘーレンフェーン監督就任が発表されたドワイト・ローデウェーヘスが熱狂的サポーターの激しい抗議によってシーズン終了を待たず辞任に追い込まれた。
2019-20シーズンの3月当時、エールステ・ディヴィジの舞台で1位となり、エールディヴィジへの自動昇格圏内にいたが、新型コロナの影響によってリーグが打ち切りとなった。また、オランダサッカー協会はエール、エールステ間での昇降格を認めず、レーワルデンもエールディヴィジへ昇格することができなかった。

## 獲得タイトル

### 国内タイトル
- エールステ・ディヴィジ：3回
  - 1991-92, 2012-13, 2020-21

### 国際タイトル
- なし

## 過去の成績
| シーズン  | リーグ                   | 順位 | KNVBカップ   |
| --------- | ------------------------ | ---- | ------------ |
| 1964-65   | トゥヴェーデ・ディヴィジ | 1位  | 1回戦敗退    |
| 1965-66   | エールステ・ディヴィジ   | 9位  | GS敗退       |
| 1966-67   | エールステ・ディヴィジ   | 4位  | 1回戦敗退    |
| 1967-68   | エールステ・ディヴィジ   | 9位  | GS敗退       |
| 1968-69   | エールステ・ディヴィジ   | 4位  | 1回戦敗退    |
| 1969-70   | エールステ・ディヴィジ   | 8位  | 1回戦敗退    |
| 1970-71   | エールステ・ディヴィジ   | 4位  | ベスト16     |
| 1971-72   | エールステ・ディヴィジ   | 8位  |              |
| 1972-73   | エールステ・ディヴィジ   | 7位  | 1回戦敗退    |
| 1973-74   | エールステ・ディヴィジ   | 11位 | 1回戦敗退    |
| 1974-75   | エールステ・ディヴィジ   | 13位 | 2回戦敗退    |
| 1975-76   | エールステ・ディヴィジ   | 11位 | 1回戦敗退    |
| 1976-77   | エールステ・ディヴィジ   | 10位 | 1回戦敗退    |
| 1977-78   | エールステ・ディヴィジ   | 12位 | 2回戦敗退    |
| 1978-79   | エールステ・ディヴィジ   | 15位 | 1回戦敗退    |
| 1979-80   | エールステ・ディヴィジ   | 5位  | 2回戦敗退    |
| 1980-81   | エールステ・ディヴィジ   | 9位  | 1回戦敗退    |
| 1981-82   | エールステ・ディヴィジ   | 11位 | 2回戦敗退    |
| 1982-83   | エールステ・ディヴィジ   | 5位  | 2回戦敗退    |
| 1983-84   | エールステ・ディヴィジ   | 4位  | 1回戦敗退    |
| 1984-85   | エールステ・ディヴィジ   | 9位  | 2回戦敗退    |
| 1985-86   | エールステ・ディヴィジ   | 19位 | 1回戦敗退    |
| 1986-87   | エールステ・ディヴィジ   | 3位  | 1回戦敗退    |
| 1987-88   | エールステ・ディヴィジ   | 11位 | 2回戦敗退    |
| 1988-89   | エールステ・ディヴィジ   | 11位 | 1回戦敗退    |
| 1989-90   | エールステ・ディヴィジ   | 11位 | 1回戦敗退    |
| 1990-91   | エールステ・ディヴィジ   | 11位 | 2回戦敗退    |
| 1991-92   | エールステ・ディヴィジ   | 1位  | 3回戦敗退    |
| 1992-93   | エールディヴィジ         | 14位 | 3回戦敗退    |
| 1993-94   | エールディヴィジ         | 18位 | 2回戦敗退    |
| 1994-95   | エールステ・ディヴィジ   | 7位  | 2回戦敗退    |
| 1995-96   | エールステ・ディヴィジ   | 6位  | 準々決勝敗退 |
| 1996-97   | エールステ・ディヴィジ   | 2位  | 2回戦敗退    |
| 1997-98   | エールステ・ディヴィジ   | 2位  | 2回戦敗退    |
| 1998-99   | エールディヴィジ         | 15位 | ベスト16     |
| 1999-00   | エールディヴィジ         | 17位 | 2回戦敗退    |
| 2000-01   | エールステ・ディヴィジ   | 4位  | 3回戦敗退    |
| 2001-02   | エールステ・ディヴィジ   | 7位  | 3回戦敗退    |
| 2002-03   | エールステ・ディヴィジ   | 11位 | 2回戦敗退    |
| 2003-04   | エールステ・ディヴィジ   | 17位 | 3回戦敗退    |
| 2004-05   | エールステ・ディヴィジ   | 9位  | 2回戦敗退    |
| 2005-06   | エールステ・ディヴィジ   | 15位 | 2回戦敗退    |
| 2006-07   | エールステ・ディヴィジ   | 12位 | 2回戦敗退    |
| 2007-08   | エールステ・ディヴィジ   | 17位 | 3回戦敗退    |
| 2008-09   | エールステ・ディヴィジ   | 3位  | 3回戦敗退    |
| 2009-10   | エールステ・ディヴィジ   | 2位  | 2回戦敗退    |
| 2010-11   | エールステ・ディヴィジ   | 5位  | 4回戦敗退    |
| 2011-12   | エールステ・ディヴィジ   | 7位  | 2回戦敗退    |
| 2012-13   | エールステ・ディヴィジ   | 1位  | ベスト16     |
| 2013-14   | エールディヴィジ         | 12位 | 4回戦敗退    |
| 2014-15   | エールディヴィジ         | 12位 | 準々決勝敗退 |
| 2015-16   | エールディヴィジ         | 18位 | 2回戦敗退    |
| 2016-17   | エールステ・ディヴィジ   | 3位  | 準決勝敗退   |
| 2017-18   | エールステ・ディヴィジ   | 8位  | 準々決勝敗退 |
| 2018-19   | エールステ・ディヴィジ   | 10位 | ベスト16     |
| 2019-20   | エールステ・ディヴィジ   | 1位  | 2回戦敗退    |
| 2020-21   | エールステ・ディヴィジ   | 1位  | 2回戦敗退    |
| 2021-22   | エールディヴィジ         | 9位  | 2回戦敗退    |
| 2022-2023 | エールディヴィジ         | 17位 | 2回戦敗退    |
| 2023-2024 | エールステ・ディヴィジ   |      |              |

## 現所属メンバー
2023年11月20日
注：選手の国籍表記はFIFAの定めた代表資格ルールに基づく。
| No. | Pos. |          | 選手名                                 |
| --- | ---- | -------- | -------------------------------------- |
| 1   | GK   | オランダ | ヤニック・ファン・オシュ               |
| 2   | DF   | オランダ | ガビ・カシリ ()                        |
| 3   | DF   | オランダ | フロリス・スマンド                     |
| 4   | DF   | オランダ | レオン・ベルフスマ                     |
| 5   | DF   | オランダ | トーマス・ポール                       |
| 6   | MF   | オランダ | ジェレミー・ファン・ムーレム           |
| 7   | FW   | オランダ | レムコ・バルク                         |
| 8   | MF   | オランダ | ダニエル・ファン・カーム ()            |
| 9   | FW   | ラトビア | ロベルツ・ウルドリキス                 |
| 10  | MF   | オランダ | フェデ・デ・ヨング                     |
| 11  | FW   | オランダ | シルフェステル・ファン・デル・ワーテル |

| No. | Pos. |          | 選手名                                |
| --- | ---- | -------- | ------------------------------------- |
| 12  | FW   | イタリア | ユンズ・エル・ヒラリ ()               |
| 14  | MF   | オランダ | ミハエル・ブライ                      |
| 15  | DF   | オランダ | マルコ・トル                          |
| 16  | GK   | オランダ | ダーン・ライツィガー                  |
| 19  | FW   | オランダ | ミラン・スミス                        |
| 20  | MF   | オランダ | ヴィンセント・ピシェル                |
| 21  | DF   | オランダ | ミラン・デ・コエ                      |
| 22  | DF   | ハイチ   | ジョンドリー・ファン・デル・メール () |
| 23  | GK   | オランダ | ブレット・ミネマ                      |
| 27  | DF   | ギニア   | セク・シラ ()                         |

### ローン移籍
in
注：選手の国籍表記はFIFAの定めた代表資格ルールに基づく。
| No. | Pos. |          | 選手名                                |
| --- | ---- | -------- | ------------------------------------- |
| 5   | DF   | オランダ | トーマス・ポール (アルメレ・シティFC) |

out
注：選手の国籍表記はFIFAの定めた代表資格ルールに基づく。
| No. | Pos. |  | 選手名 |
| --- | ---- |  | ------ |

## 歴代監督
- ヤン・ベンス (1964-1966)
- ヤン・ベンス (1968-1970)
- レオ・ベーンハッカー (1972-1975)
- ヘンク・デ・ヨンゲ (1980-1983)
- フリッツ・コルバッハ (1986-1988)
- ロブ・バーン (1990-1992)
- テオ・デ・ヨング (1992-1993)
- フリッツ・コルバッハ (1993-1995)
- ハン・ベルガー (1995-1998)
- ヘルト・クライス (1998-2002)
- ロブ・マクドナルド (2002-2003)
- ディック・デ・ブール (2003-2004)
- スタンリー・メンゾ (2008-2010)
- ヘンク・デ・ヨング (暫定) (2013)
- ドワイト・ローデヴェーヘス (2013-2014)
- ヘンク・デ・ヨング (2014-2016)
- マルセル・カイザー (2016)[4]
- ロブ・マース (2016)
- マリヌス・ダイクハイゼン (2017)
- レネ・ハケ (2018-2019)
- ヘンク・デ・ヨング (2019-)

## 歴代所属選手

### GK
- マルコ・ビゾット 2011-2012
- ハビエル・マウス 2018-2019

### DF
- ヤープ・スタム 1993-1995
- ファンウェルメスケルケン際 2017-2019

### MF
- デヤン・メレグ 2014-2015

### FW
- ヘニー・マイヤー 1993-1994
- ロビン・ネリッセ 1999-2000
- レザ・グーチャンネジャード 2010-2011
- ジョディ・ルコキ 2013-2014
- ダニエル・デ・リッデル 2014-2015